# Malacologia
《Malacologia》是一份同行評審的 貝類學科學期刊。這份期刊會為軟體動物學在系統學、生態學、種群生態學、遺傳學、分子遺傳學、演化學及系統發生學等各個領域出版論文。
本期刊專門於出版長篇論文及專著（monographs）。期刊每年都會出版一到兩卷，合共約400多頁紙；而每卷又通常包括期刊一到兩期的合訂本。
根據《Journal Citation Reports》，本期刊在2010年的影響因子為1.024，讓這本期刊在145份被列為「動物學」類別的期刊排名裡第66。期刊於1962年開始刊行。

## 參看
- Journal of Molluscan Studies

## 外部連結
- 官方网站